# 2000-talet (decennium)

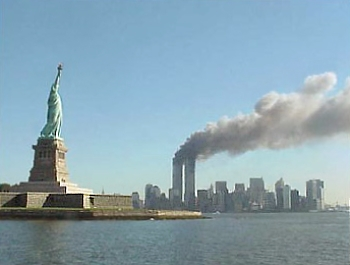
Den 11 september 2001 slog terrorister till i USA.

Medlemsstater 1957-2013
Europeiska gemenskapen
Europeiska unionen

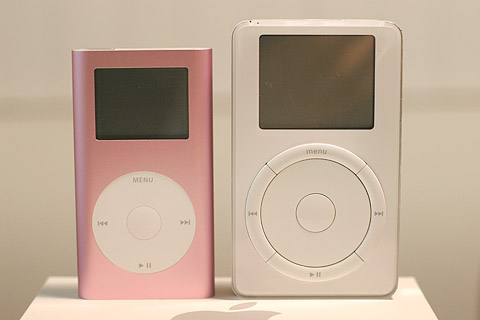
Ipod kom på 2000-talet.

2000-talet, i betydelsen år 2000-2009 och i vardagligt tal ofta benämnt 00-talet eller nollnolltalet var ett årtionde som dominerades av flera omfattande teman och heta politiska frågor. Det debatterades inom och omkring den internationella handeln, demokrati, globalisering och en växande oro över energiförsörjningen, liksom för explosionen inom telekommunikation, internationell terrorism – till följd av 11 september-attackerna 2001 – och krig (bland annat Irakkriget). Det skedde en upptrappning av de sociala frågorna från 1990-talet, och det debatterades om den globala uppvärmningen och klimatförändringarna i stort. 2004 ägde en undervattensjordbävning rum i Indiska oceanen, vilken ledde till att tsunamivågor sköljde fram och dödade 225 000-300 000 människor. 2006 avrättades Iraks diktator Saddam Hussein.
Den ekonomiska utvecklingen i början av decenniet fokuserade på Asiens ekonomiska potential inom ekonomiska explosioner i områdena och växande infrastruktur. Kina och Indien blev ekonomiska supermakter och hade stor inverkan på världsekonomin.
I slutet på årtiondet hamnade världen (inte minst Europa, Asien och USA) i en djup global ekonomisk kris, vilket försatte stora delar av världen i lågkonjunktur.

## Finanskrisen 2008 - 2009
Finanskrisen 2008–2009 innebar en recession som drabbade större delen av världen från mitten av 2008, genom att en finansbubbla på världens finansmarknader som initierades i USA, framför allt relaterad till marknaden för bostadslån. Finanskrisen och dess verkningar har jämförts med den stora depressionen i början av 1930-talet.

## Musik
På populärmusikfronten dominerade pop, rock och samtida R&B. Musik-TV-programmet Idols växte fram över världen under 2000-talet. Den första sändningen skedde i Storbritannien 2001 och sedan dess har programmet spridits till 60-70 länder i alla världsdelar. Idols har setts av rekordpublik och nya världsstjärnor har kommit från programmet. Försäljningsnivåerna på fysiska medier sjönk, samtidigt som illegal nedladdning men också digital försäljning ökade kraftigt och därmed förändrades distributionskanalerna radikalt (se nedan under "övrigt").
2009 avled Michael Jackson, vilket fick stor uppmärksamhet.

## Övrigt

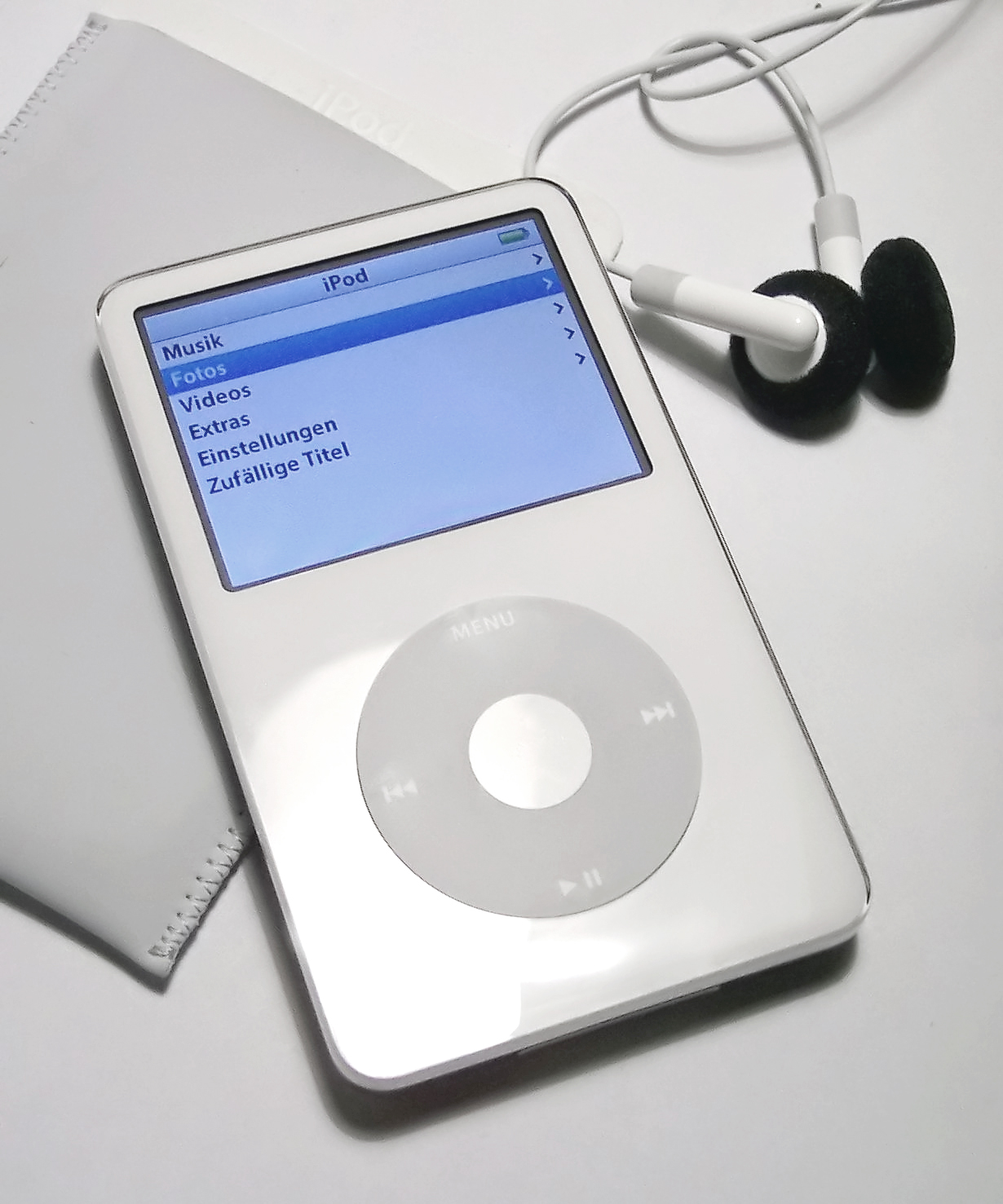
Mp3-spelare

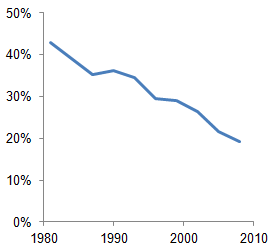
Enligt Världsbanken har andelen av världens befolkning som lever i extrem fattigdom mer än halverats sedan 1980-talet.

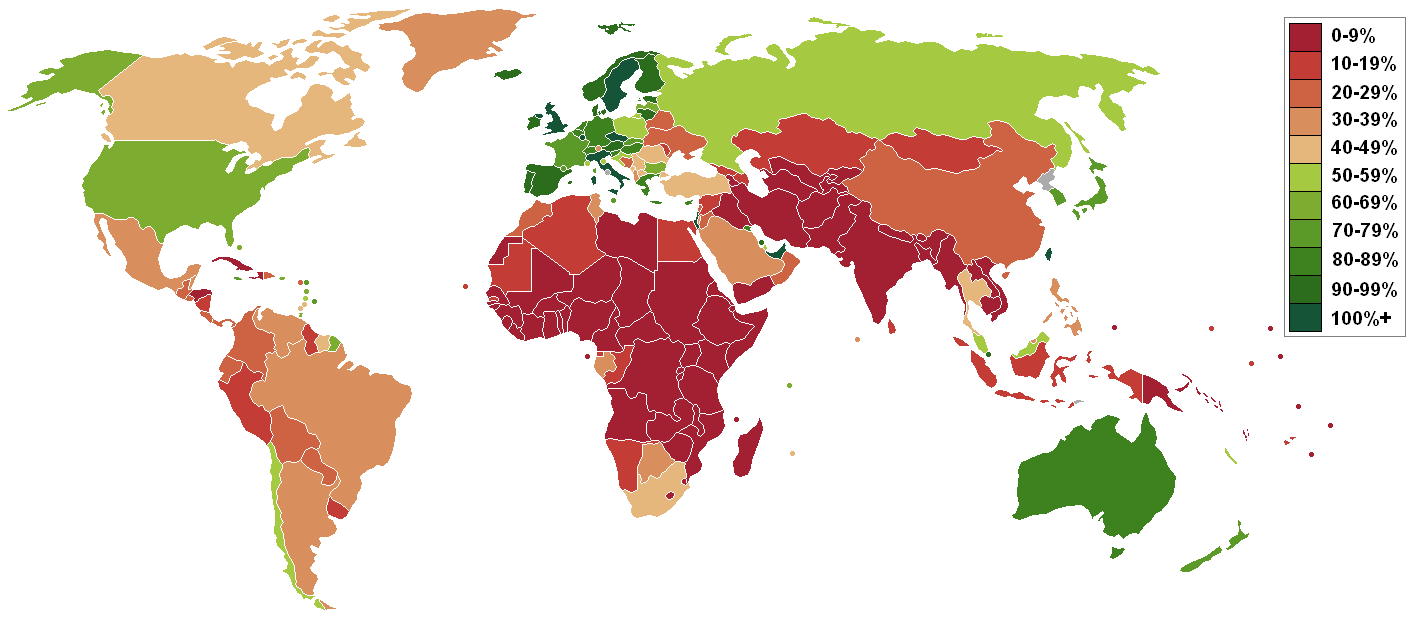
Världens mobiltelefonanvändning. Kartan bygger på statistik från före 2004, och mobilanvändningen har sedan dess ökat dramatiskt i många delar av världen.

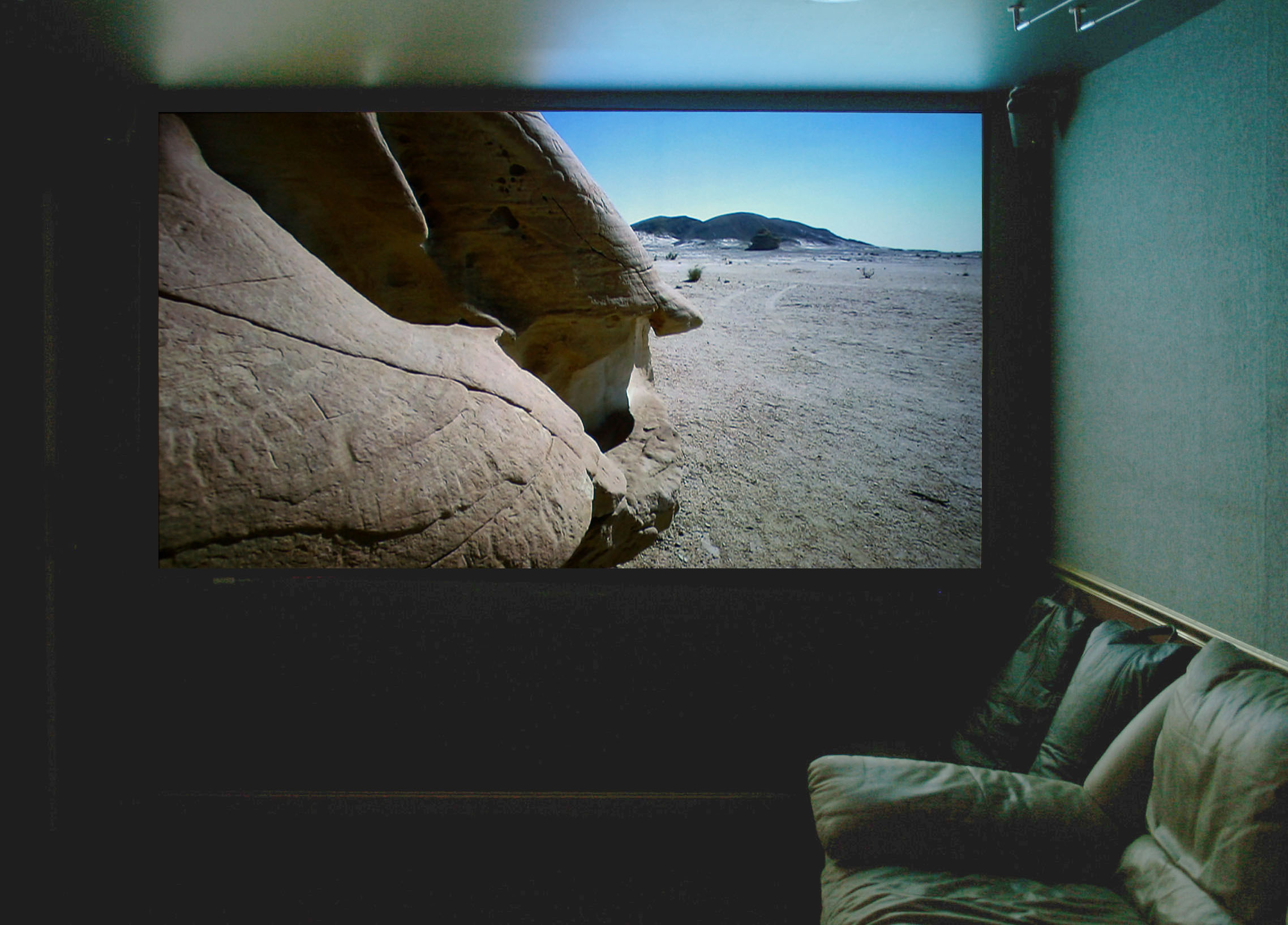
HDTV

Den tekniska utvecklingen var, liksom under tidigare årtionden, betydande. Internet växte mycket kraftigt, från en nyhet på 1990-talet till en del av människors vardag. Medier som kameror, datalagring (datorer och växande marknadsföring för Microsoft) och film har i allt högre grad blivit digitala. E-handeln har också präglat decenniet. Kameramobil och digitala mp3-spelare är de största nyheterna där företaget Apple lyckades bra med sin storsäljande mp3-spelare Ipod. Smarta mobiltelefoner, till exempel Apples Iphone, blev populära (och tog över mobiltelefonmarknaden in på 2010-talet). Under detta årtionde sjönk populariteten bland fysiska lagringsmedier så som DVD- och CD-skivan, istället blev det allt vanligare att folk delade med sig av sin film och musik via internet vilket gav upphov till en het debatt i media om piratkopiering. Bloggandet slog igenom. Världshandeln globaliserades och en del låglöneländer, bland annat Kina tog över stora delar av tillverkningen av produkter som hemelektronik och kläder.

## Händelser

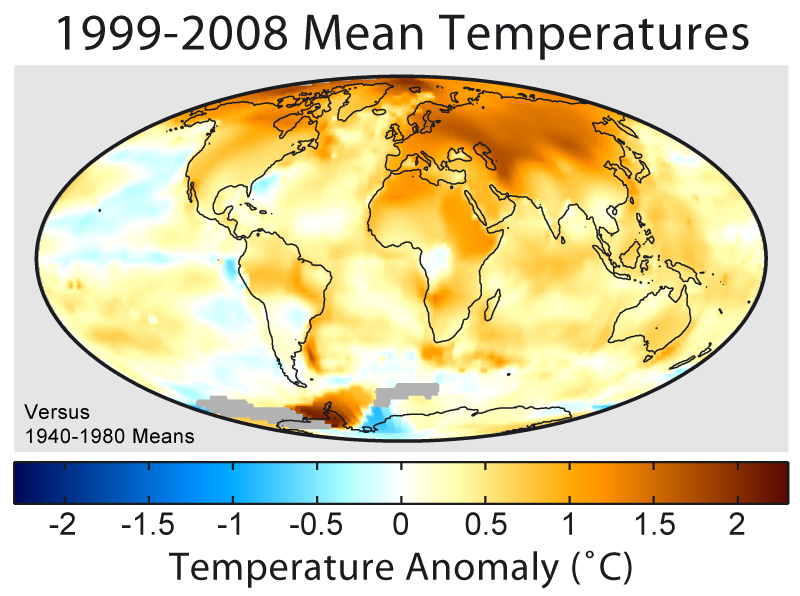
Avvikelser i den globala medeltemperaturen under perioden 1999 till 2008 jämfört med medeltemperaturen från 1940 till 1980.

### Större händelser
- 1 januari 2000 – Svenska kyrkan skiljs från svenska staten.
- 1 juli 2000 – Öresundsbron invigs.
- 11 september 2001 – 11 september-attackerna.
- 20 mars 2003 – Irakkriget inleds.
- 10 september 2003 – Mordet på Anna Lindh.
- 26 december 2004 – Jordbävningen i Indiska oceanen 2004.
- 8–9 januari 2005 – Orkanen Gudrun.
- 7 juli 2005 – Bombdåden i London 2005.
- 15 juli 2006 – Libanonkriget inleds.
- 30 december 2006 – Iraks exdiktator Saddam Hussein avrättas genom hängning.
- 27 december 2008 – 18 januari 2009 – Gazakriget (2008–2009).
- Hösten 2009 – H1N1-utbrottet 2009.

### År 2000

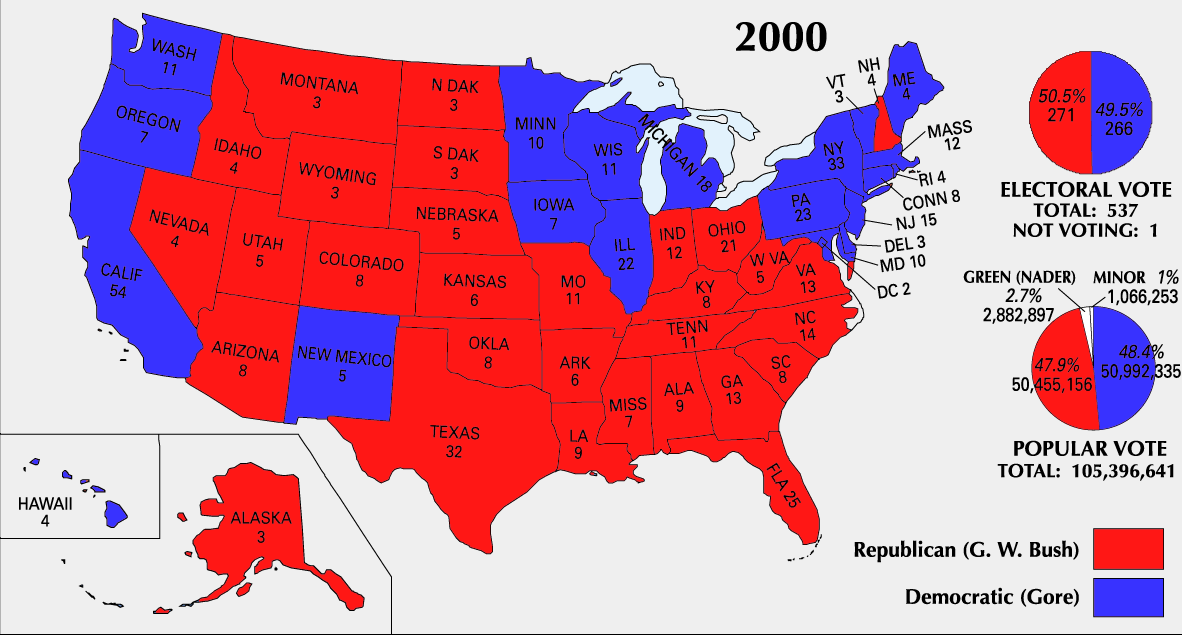
Presidentvalet i USA 2000.

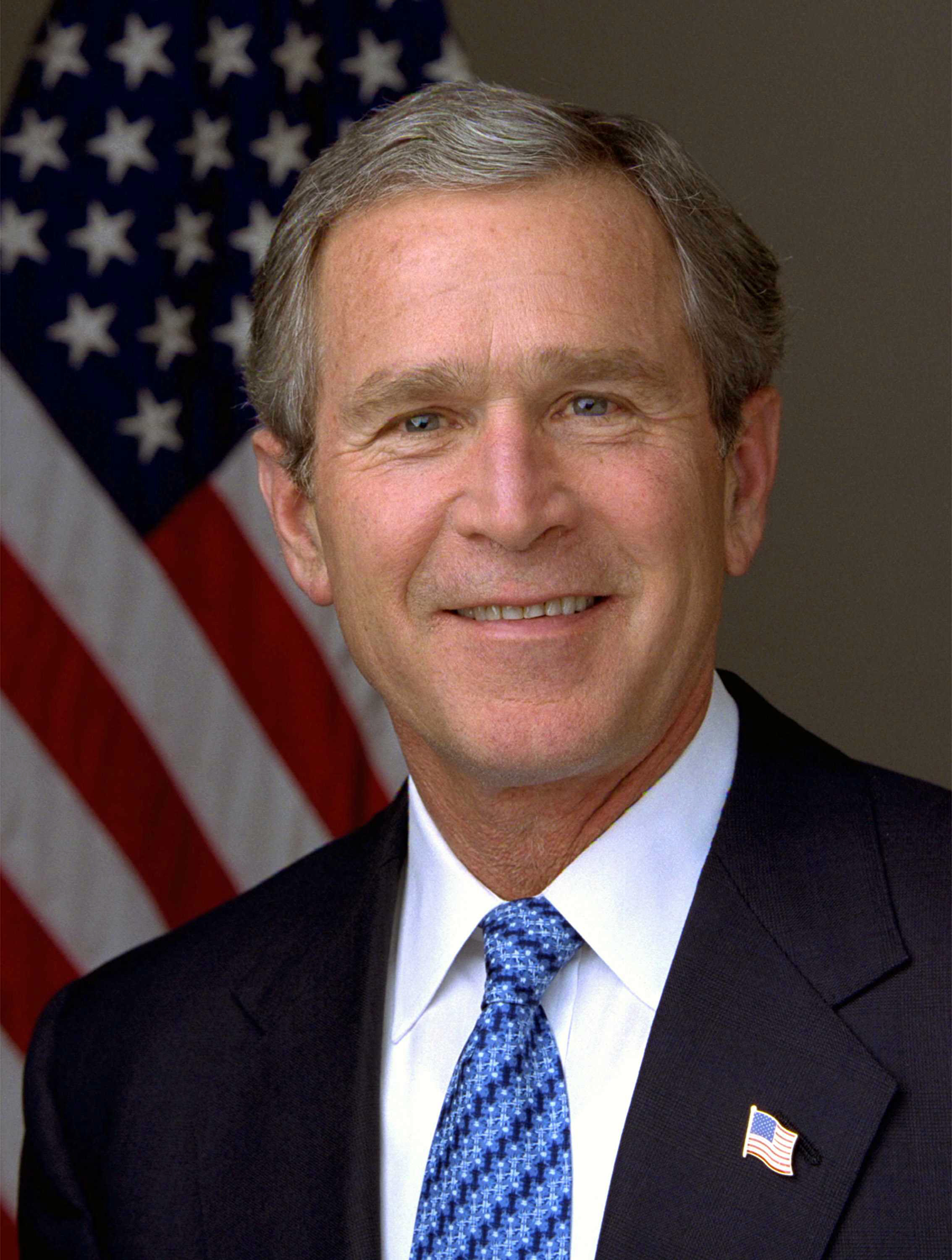
George W. Bush, USA:s president 2001-2009.

- 1 januari – Svenska kyrkan skiljs från svenska staten.
- 30 januari – En brusten industridamm i Rumänien medför ett omfattande utsläpp av cyanid, vilket påverkar flera länder.
- 13 februari – Den sista originalstrippen av serien Snobben publiceras, sedan seriens skapare Charles M. Schulz avlidit föregående natt i sitt hem i Kalifornien.
- 11 maj – Indiens miljardte invånare föds.
- 13 maj – 23 människor dödas och 947 skadas vid en fyrverkeriexplosion i den nederländska staden Enschede.
- 1 juli – Öresundsbron invigs och öppnas för trafik.
- 15 september–1 oktober – Olympiska sommarspelen avgörs i Sydney.
- 24 september – Slobodan Milošević förlorar valet i Jugoslavien trots försök till valfusk.
- 7 november – Republikanen George W. Bush besegrar demokraten Al Gore vid presidentvalet i USA, som blir ett mycket jämnt och omdiskuterat val där omräkning av rösterna begärs.
- 11 november – En brand bryter ut i ett bergbanetåg i Kaprun i Österrike, varvid 155 människor omkommer.
- 13 december – USA:s högsta domstol säger nej till en ny omräkning av rösterna i presidentvalet, och Al Gore ger upp kampen och därmed är står det klart att George W. Bush blir USA:s näste president.

### År 2001
År 2001 inträffade 11 september-attackerna, en serie samordnade terroristattacker riktade mot civila och militära byggnader i USA den 11 september 2001. Fyra amerikanska passagerarflygplan kapades; två av dem flögs in i det civila World Trade Centers tvillingtorn på Manhattan i New York, det tredje flögs in i USA:s försvarshögkvarter Pentagon och det fjärde havererade på ett fält utanför Shanksville i Pennsylvania. Dödssiffran varierar mellan 2 700 och 3 000 (exakta siffror osäkert), inklusive de 19 kaparna. De flesta dödsoffren dog i eller nära tvillingtornen, antingen då de attackerades eller rasade, vilket har gjort att attackerna mot tvillingtornen har fått mest uppmärksamhet i media. Den 7 oktober anföll USA Afghanistan. Det officiella målet för invasionen var att fånga Usama bin Ladin, utrota al-Qaida, och få bort talibanregimen.
Göteborgskravallerna skedde under ett EU-toppmöte i Göteborg 14-16 juni. Demonstranternas och aktivisternas sammandrabbningar med polis var de mest omfattande i Sverige på flera decennier.
- 13 januari – En jordbävning i El Salvador dödar över tusen personer, och orsakar materiella skador motsvarande hälften av El Salvadors statsbudget.
- 15 januari – Wikipedia lanseras öppet efter att ha funnits några dagar på Nupedia.
- 26 januari – En jordbävning i Indien dödar över 50 000 personer, av vilka 60 % är barn.
- 14 februari – Ett nytt jordskalv i El Salvador skadar 10 000-tals personer. Totalt är nu 1,4 miljoner hemlösa efter de två skalven.
- 1 april – Jugoslaviens förre president Slobodan Milošević arresteras av serbiska myndigheter och sätts i husarrest. Den 28 juni utlämnas han till krigsförbrytartribunalen i Haag.
- 1 juni – Flera medlemmar av kungahuset i Nepal dödas i ett familjedrama.
- 14 juni – Göteborgskravallerna inleds. Pågår till 16 juni.
- 11 september – 11 september-attackerna
- 24 september – USA:s president George W. Bush meddelar USA:s kongress att han anlitat de amerikanska trupperna i USA:s kamp mot terrorism.
- 4 oktober – Det första fallet av mjältbrands-attacker tillkännages av amerikanska myndigheter.
- 7 oktober – USA anfaller Afghanistan.
- 8 oktober – En flygolycka inträffar på Milano-Linate flygplats, varvid 118 personer omkommer.

### År 2002
År 2002 följdes till stort sett av oroligheterna som inträffade efter den 11 september 2001. Kriget i Afghanistan pågick för fullt samt att terrorhotet i världen ökade mer och mer.
- 1 januari – Eurosedlar och -mynt introduceras i de flesta EU-länderna.
- 21 januari – Kurdiska kvinnan Fadime Sahindal mördas av sin far, vilket utlöser en debatt om så kallade hedersmord i Sverige.
- 26 april – 19-årige Robert Steinhäuser skjuter ihjäl 17 människor (13 lärare, 2 elever, en polis och sig själv) vid en skolmassaker på Gutenberg-Gymnasium i Erfurt i Tyskland.
- 20 maj – Östtimor blir självständigt från Indonesien.
- 31 maj–30 juni – VM i fotboll spelas i Japan och Sydkorea. Brasilien slår Tyskland med 2-0 i finalen.
- Augusti – Centraleuropa drabbas av väldiga översvämningar som dödar cirka 100 personer och orsakar stora materiella skador samt förstör kulturhistoriskt värdefulla föremål. Tyskland, Polen, Österrike och Tjeckien drabbas värst.
- 15 september – I det svenska riksdagsvalet går Vänsterpartiet tillbaka, liksom Moderaterna, som får sitt sämsta valresultat sedan 1970-talet, och även Kristdemokraterna går bakåt. Socialdemokraterna och framförallt Folkpartiet går framåt, och Miljöpartiet och Centerpartiet står kvar på samma nivå som tidigare. Socialdemokraterna bildar på nytt regering med Vänsterpartiet och Miljöpartiet som samarbetspartier, sedan Miljöpartiet efter omfattande förhandlingar har bestämt sig för att fortsätta stödja Socialdemokraterna.
- 11 oktober – Sju personer dödas och 80 skadas i ett bombdåd på ett köpcenter i finska Vanda.
- 12 oktober – 202 personer dödas i bombdåd i Bali.
- 22–25 oktober – Gisslandramat på Dubrovkateatern: Tjetjenska terrorister tar över 700 människor till fånga i Dubrovkateatern i Moskva, Ryssland. 50 terrorister och 120 i gisslan (ungefärliga siffror) avlider sedan det ryska elitkommondot Spetsnaz har sprutat in sömngas i lokalen.

### År 2003

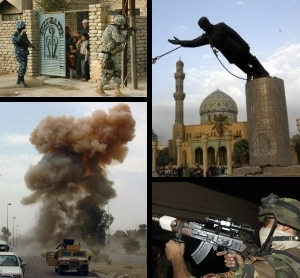
Irakkriget

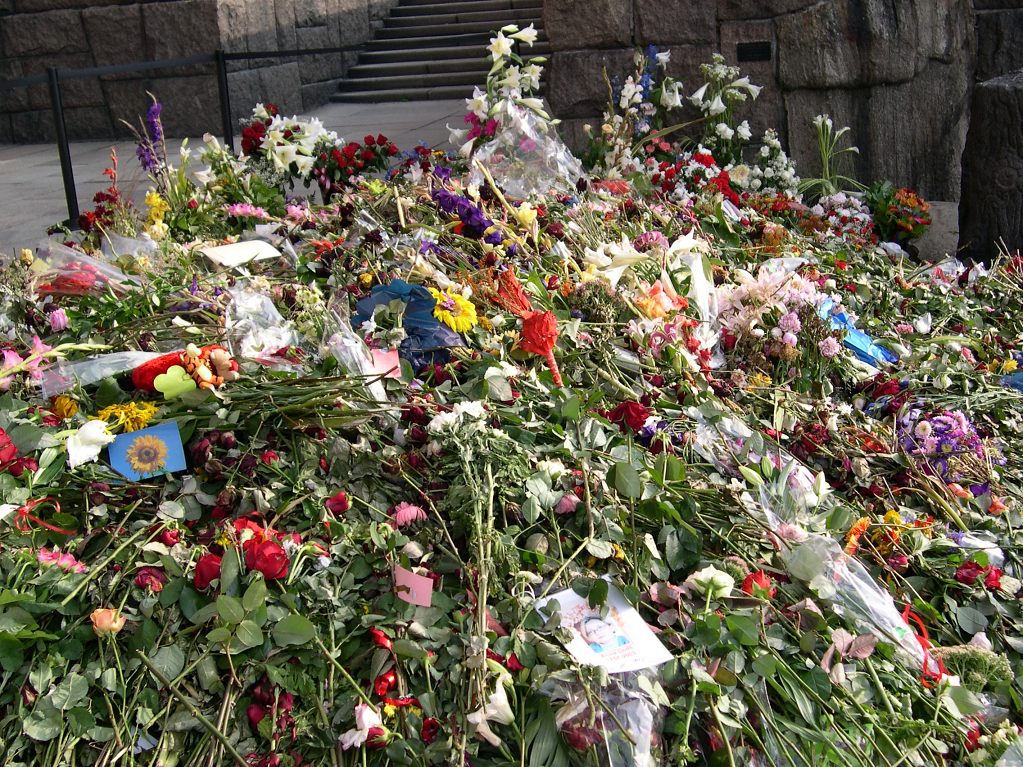
Anna Lindh-mordet

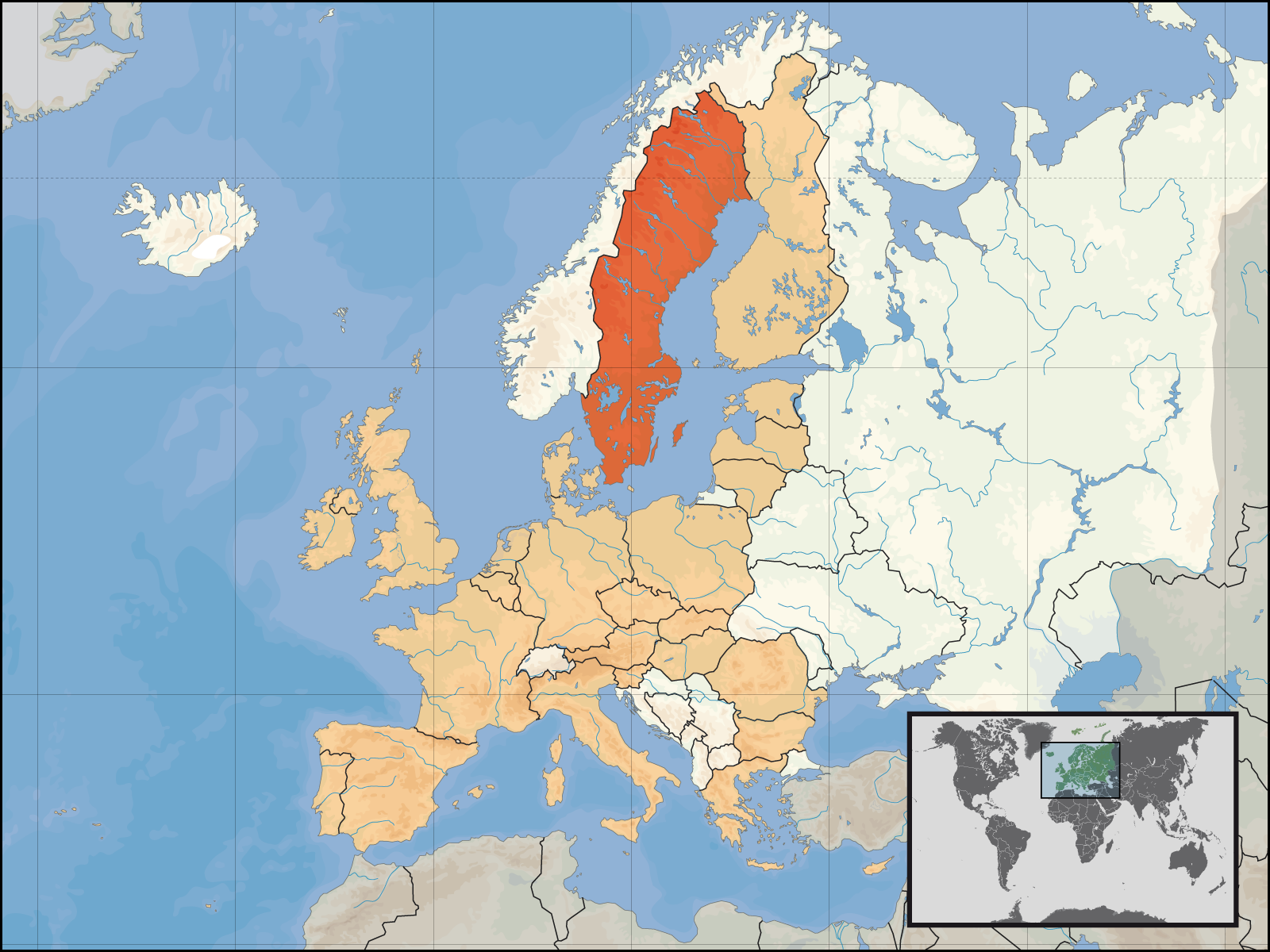
Sverige röstar nej till EMU

År 2003 uppmärksammades mest då USA anföll Irak den 20 mars och inledde Irakkriget. Bakgrunden till kriget var att USA hävdade att Irak under Saddam Hussein utgjorde en fara och de uppmanade FN att avrusta landet. Iraks olja tros också ha haft stor betydelse i konflikten. Kravet stöddes av den brittiska underrättelsetjänsten medan Ryssland, Frankrike och Tyskland motsatte sig detta krav. Meningsskiljaktigheterna resulterade i en diplomatisk kris och FN skickade vapeninspektörer till Irak. Några spår efter massförstörelsevapen hittades dock inte. USA beslutade sig då för att skapa en koalition och genomföra en invasion utan FN:s samtycke. Mordet på Anna Lindh skakade om Sverige då gärningsmannen Mijailo Mijailović knivhögg henne till döds på varuhuset NK i Stockholm. Anna Lindh var vid mordtillfället en av Socialdemokraternas ledande politiker och hade ingått i Sveriges regering sedan 1994, i vilken hon hade varit Sveriges utrikesminister sedan 1998.
- 16 januari – Rymdfärjan Columbia påbörjar sitt sista uppdrag.
- 1 februari – Rymdfärjan Columbia exploderar över Texas och de sju rymdfararna ombord omkommer.
- 4 februari – Jugoslavien upplöses som stat och ersätts av en union kallad Serbien och Montenegro.
- 20 mars – Amerikanska och brittiska styrkor påbörjar en offensiv mot Irak, och därmed inleds Irakkriget.
- 9 april – Bagdad faller i de allierades händer, efter att det irakiska försvaret har kollapsat. Iraks diktator Saddam Hussein störtas av amerikanska styrkor.
- 23 april–28 maj – En arbetskonflikt i Sverige mellan Kommunalarbetareförbundet och Kommunförbundet drabbar skolorna i Sverige hårt.
- 5 maj - Mobiloperatören Tre lanserar sin 3G-verksamhet i Sverige.
- 29 augusti - IP-telefoni-företaget Skype grundas.
- 10 september – Sveriges utrikesminister Anna Lindh blir svårt knivskuren i buken på NK Stockholm klockan 16.14. Hon förs till Karolinska sjukhuset där hon opereras under eftermiddagen, kvällen och hela natten.
- 14 september – Folkomröstning hålls angående svenskt medlemskap i EMU. Valdeltagandet blir 80,9% och Nej-sidan vinner med 56,1% mot Ja-sidans 41,8%. Sverige kommer tills vidare således inte omfattas av EMU:s tredje steg.
- 26 december – En jordbävning överlägger staden Bam i Iran och över 35 000 personer omkommer och ännu fler skadas.

### År 2004

Europeiska unionen utvidgas österut.

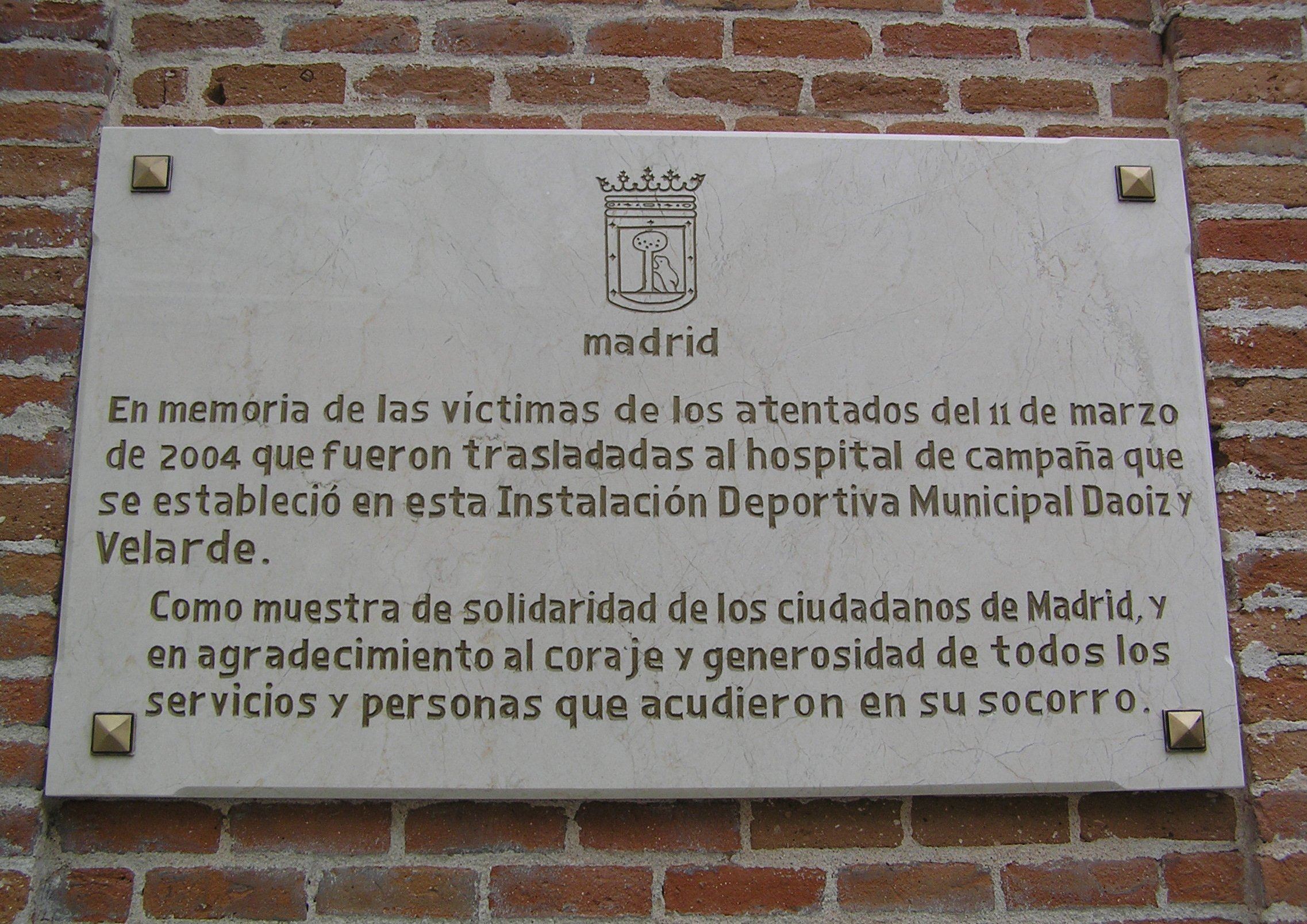
Bombdåden i Madrid 2004.

År 2004 gjordes en del framsteg. I januari röstades en ny grundlag igenom i Afghanistan som var ett viktigt steg mot demokrati. Den 1 maj, EU får tio nya medlemsstater: Cypern, Estland, Lettland, Litauen, Malta, Polen, Slovakien, Slovenien, Tjeckien och Ungern. Sociala nätverkstjänsten Facebook grundades i februari.
- 10 januari – Alexandra Fossmo mördas i Knutby i Sverige. Mordet leder fram till den extremt uppmärksammade Knutbyrättegången.
- 2 mars – Ashurabombningarna i Irak 2004
- 11 mars – En terroristattack utförs i Madrid, Spanien. Flera tåg i rusningstrafik sprängs och sammanlagt 201 personer omkommer.
- 13–29 augusti – Olympiska sommarspelen avgörs i Aten.
- 1 september – Tjetjenska terrorister tar på läsårets första skoldag över 1 000 skolbarn, föräldrar och personal som gisslan på en skola i Beslan i Nordossetien.
- 3 september – Gisslandramat får en blodig upplösning.
- 21 september – Byggandet av världens högsta torn, Burj Khalifa, påbörjas.
- 29 oktober – al-Jazira släpper ett videoband med Usama bin Ladin, där han tar på sig ansvaret för attackerna den 11 september.
- 7 november – En amerikansk offensiv mot rebellfästet Falluja i Irak inleds.

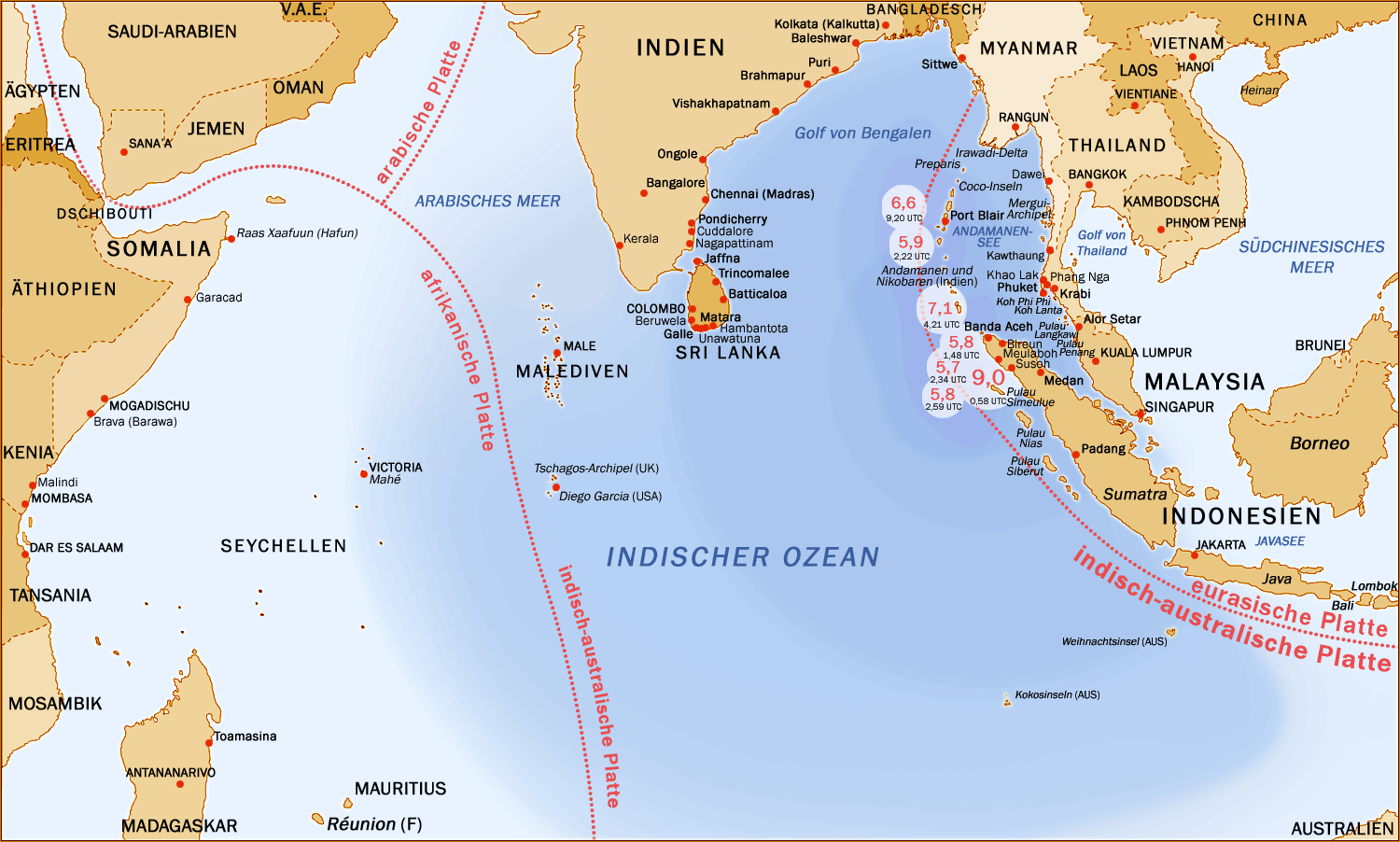
Jordbävning i Indiska oceanen

- 26 december – En jordbävning i Indiska oceanen med en efterföljande tsunamivåg orsakar minst 300 000 människors död, däribland många svenskar, som turistar i länderna runt oceanen. Runt 1,1 miljoner människor blir hemlösa. De drabbade länderna är Indonesien, Sri Lanka. Thailand, Indien och Myanmar, och jordbävningen är enligt US Geological Survey den jordbävning som orsakat flest dödsfall sedan 830 000 personer omkom i Shansi, Kina 1556.

### År 2005

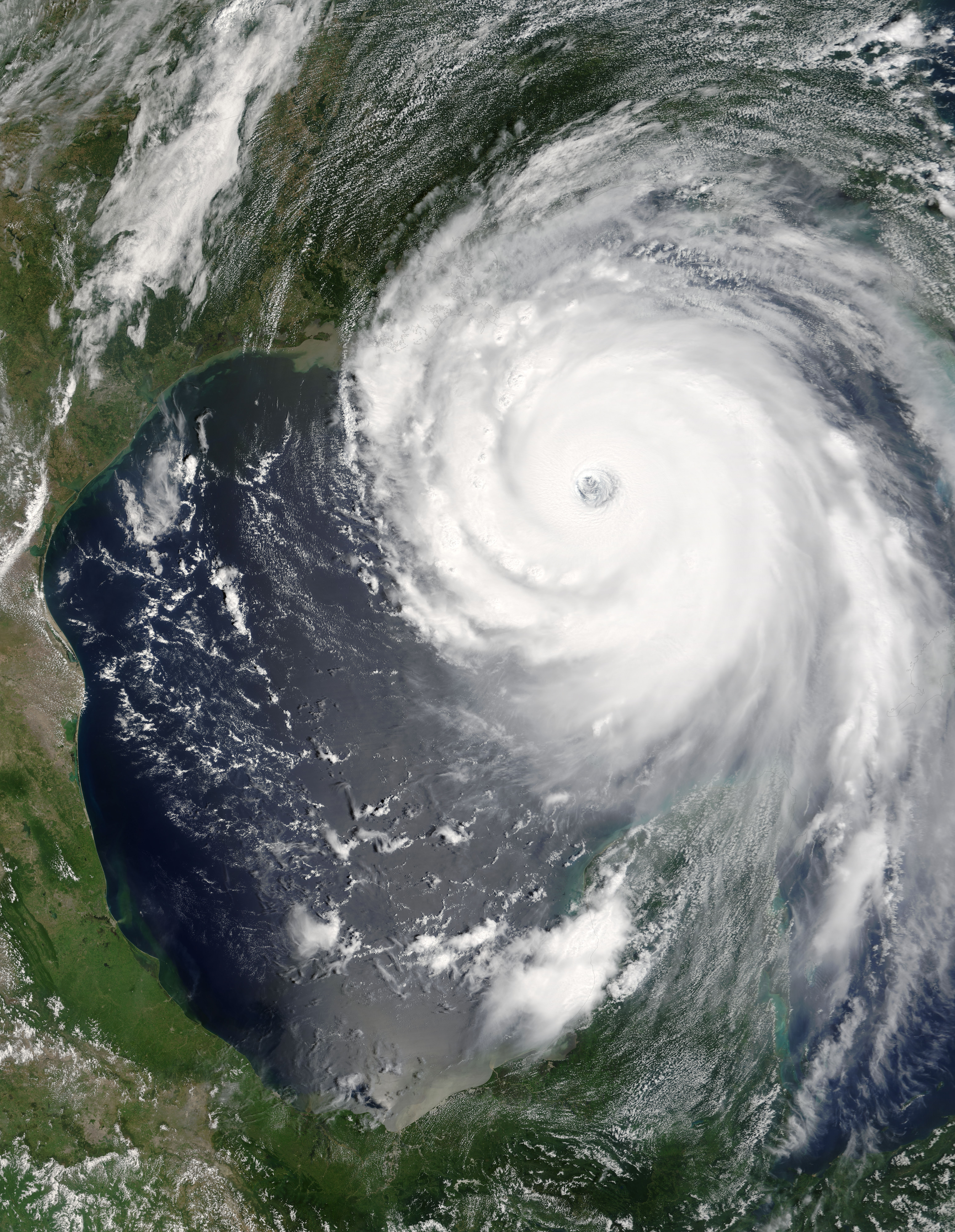
Orkanen Katrina.

- 8–9 januari – En stark storm drabbar norra Europa, däribland södra Sverige. Minst 18 personer dödas, 300 000 hushåll och 75 miljoner kubikmeter skog fälls.
- 11 februari – Datorspelet World of Warcraft släpps i Europa, efter att ha slagit försäljningsrekord i USA.
- 15 februari – Videowebbplatsen Youtube öppnas.
- 15 april – Det svenska politiska partiet Feministiskt initiativ grundas men beslutet om att kandidera i riksdagsval togs 9 september 2005.
- 1 juni – Rökförbud införs på restauranger, pubar och kaféer i Sverige.
- 6 juni – Sveriges nationaldag blir helgdag.
- 7 juli – Centrala London skakas av explosioner i tunnelbanan och på en buss. Bombningarna visar sig sedan vara terrordåd utförda av islamistiska självmordsbombare.
- 29 augusti – Orkanen Katrinas öga når USA:s fastland och orsakar mycket stor förödelse.
- 8 oktober – En jordbävning inträffar i Kashmir. 85 000 dödas och 4 miljoner blir hemlösa.
- 27 oktober – Två tonåringar bränns till döds i en transformatorstation i Parisförorten Seine-Saint-Denis efter att ha jagats av poliser. På kvällen utbryter på grund av detta omfattande kravaller (se Parisupploppen 2005).

### År 2006
- 14 januari – Fallet Bobby

Saddam Hussein.

- 10–26 februari – Vinter-OS hålls i Turin, Italien. Detta blir Sveriges mest framgångsrika vinter-OS någonsin med totalt 14 medaljer.
- 28 februari – Fågelinfluensaviruset Influensa A virus subtyp H5N1 når Oskarshamn, Sverige.
- 11 mars – Forna Jugoslaviens president Slobodan Milošević hittas död i sin cell i Haag.
- 3 juni – Montenegro utropar sig som självständig stat.
- 5 juni – Serbien utropar sig som självständig stat och unionen Serbien och Montenegro upplöses helt.
- 9 juni – Fotbolls-VM inleds i Tyskland, för att pågå till 9 juli. Italien vinner finalen mot Frankrike på straffar.
- 15 juli – Libanonkriget inleds.
- 23 augusti – 18-åriga flickan Natascha Kampusch i Österrike lyckas rymma efter att ha varit fången av sin kidnappare i 8 år. Hennes kidnappare begår självmord efter att hon rymt.
- 13 september – På skolan Dawson College i Montréal i Kanada skjuter 25-årige Kimveer Gill ihjäl en person och skadar 19 andra. Vittnen säger att mördaren dödats i eldstrid med polisen men senare kommer det fram att polisen endast skottskadat Gill och på det viset oskadliggjort honom och stoppat hans framfart, varpå Gill tagit sitt eget liv.
- 17 september – I Sverige hålls val till kommun, landsting och riksdag. Moderatledaren Fredrik Reinfeldt utropar sig själv och Allians för Sverige som vinnare i riksdagsvalet. Socialdemokraterna gör sitt sämsta val sedan 1914 och Göran Persson aviserar sin avgång som partiledare i mars 2007. Moderaterna (högern) gör sitt bästa val sedan "kosackvalet" 1928.
- 5 november – Irak dömer Saddam Hussein till döden genom hängning.
- 19 november – Nintendo lanserar hemvideospelskonsolen "Wii".
- 30 november – Dreamhack Winter öppnar dörrarna till Elmia i jönköping och sätter världsrekord med världens största lanparty, enligt Guinness rekordbok. Rekordet sätts fredagen den 1 december. Evenemanget slutar den 3 december. Konsolen Wii presenteras också för svensk publik under dreamhack med förhandsvisningar.
- 10–22 december – Christer Fuglesang blir den förste svensken i rymden, då han åker med USA:s rymdfärja Discovery (uppdraget STS-116).
- 30 december – Iraks exdiktator Saddam Hussein avrättas genom hängning i Bagdad klockan 06:07 (lokal tid).

### År 2007
- 9 januari – 2007 års upplaga av datakonferensen Macworld Conference & Expo öppnas i San Francisco i delstaten Kalifornien i USA. Företaget Apple Computer visar sin mobiltelefon Iphone.
- 2 februari – FN:s klimatpanel rapporterar att den globala uppvärmningen med 90 procents sannolikhet är orsakad av mänskliga aktiviteter.
- 16 april – Minst 33 personer dödas när en man skjuter vilt vid universitetet Virginia Tech i Blacksburg, Virginia, USA. Gärningsmannen begår senare självmord.
- 29 juni – I Berlin tecknar Danmark och Tyskland en avsiktsförklaring om att bygga en bro över Fehmarn Bält.
- 30 juni – En bil, riggad som en bilbomb, körs rakt in huvudterminalen på flygplatsen Glasgow International Airport. Bilen exploderar och en brand utbryter, en av attentatsmännen får kraftiga brännskador och fem andra skadades lindrigt.
- 1 augusti – Bron I-35 Mississippi River bridge i Minneapolis i delstaten Minnesota i USA rasar, varvid omkring tio personer omkommer.
- 15 augusti – Vid en jordbävning i Peru dödas omkring 510 människor och över 1500 människor skadas. Varning för tsunami utfärdas.
- 4 oktober – I Pyongyang enas Nordkorea och Sydkorea om en officiell fredsdeklaration i Koreakriget (1950–1953), med målet att ersätta vapenstilleståndet med ett fredsavtal.
- 6 oktober – Skotten i Rödeby
- 18 oktober – Pakistans tidigare premiärminister Benazir Bhutto återvänder till sitt hemland efter åtta år i exil.
- 19 oktober – I Pakistan dödas över 300 människor i ett självmordsattentat riktat mot Pakistans tidigare premiärminister Benazir Bhutto.
- 3 november – Pakistans president Pervez Musharraf utlyser undantagstillstånd i Pakistan.
- 27 november – Ett toppmöte för fred mellan Israels premiärminister Ehud Olmert och Palestinas president Mahmoud Abbas hålls i Annapolis, Maryland, USA i närvaro av USA:s president George W. Bush.
- 27 december – Pakistans tidigare premiärminister Benazir Bhutto mördas av en självmordsbombare under ett valmöte i Rawalpindi, utanför Islamabad. Ytterligare sexton personer dödas och ett sextiotal skadas.

### År 2008

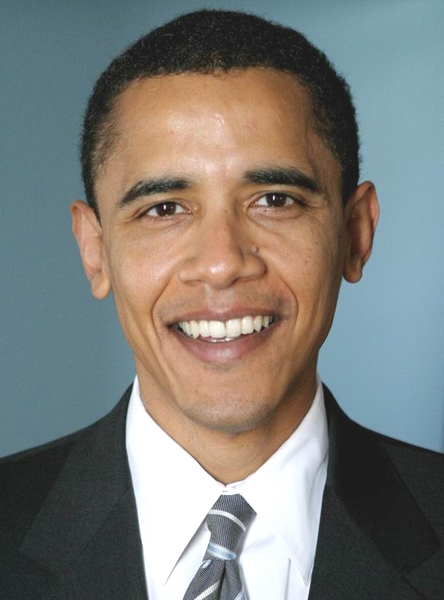
Barack Obama vinnare av Presidentvalet i USA 2008.

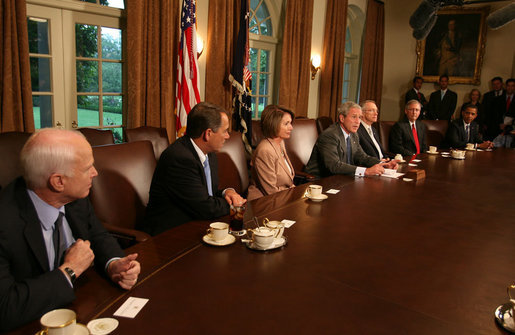
Finanskrisen

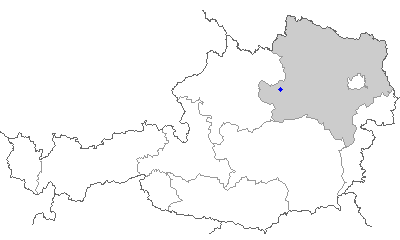
Fritzlfallet.

2008 uppmärksammades då Finanskrisen utbröt. Den finansiella krisen, som tog sin början på USA:s lånemarknad, drabbade större delen av världen från och med mitten av 2008, framför allt till följd av en övervärderad och överbelånad bostadsmarknad i USA (se även bostadsbubblan i USA 2007-2010). På flera håll i världen ledde finanskrisen till flera års recession där hela länder riskerade att gå i konkurs (se finanskrisen på Island 2008, Greklands skuldkris, Spanien med flera) och även eurosamarbetet hotades. Krisen pågick i flera år och ännu tolv år senare pågick arbetet med att städa upp i efterdyningarna av krisen, bland annat genom pågående rättsprocesser och utförsäljningar av tillgångar ur konkursbon. Något annat som också uppmärksammades var Presidentvalet i USA, där Barack Obama vann över John McCain. Obama blev USA:s förste svarta president.
- 17 februari – Kosovo förklarar sin självständighet från Serbien.
- 3 april – Lidragatan i Cyperns delade huvudstad Nicosia öppnas för första gången sedan 1963, i ett första steg mot en lösning av Cypernfrågan.
- 5 april – 10-åriga Engla Höglund från Stjärnsund, Sverige försvinner och hittas en vecka senare mördad.
- 27 april – Fritzlfallet uppmärksammas i Amstetten, Österrike.
- 12 maj – Ett kraftigt jordskalv dödar tusentals människor i Sichuan–provinsen i Kina.
- 21 juli – Radovan Karadžić, misstänkt krigsförbrytare från Bosnien och Hercegovina arresteras efter flera år på flykt.
- 8 augusti – Ryssland invaderar Georgien sedan strider utbrutit mellan Georgien och utbrytarrepubliken Sydossetien.
- 20 augusti – En svår flygolycka inträffar i Spaniens huvudstad Madrid, med omkring 150 dödsoffer.
- 23 september – 10 personer skjuts ihjäl och 3 skottskadas av en 22-årig elev på en yrkeshögskola i Kauhajoki, Finland. Gärningsmannen begår självmord efter dådet. Det är det andra massmordet på en finsk skola på mindre än ett år.
- 4 november – Demokraten Barack Obama besegrar republikanen John McCain vid presidentvalet i USA. Han vinner med 364 av elektorsrösterna över motståndaren.
- 26 november – En rad terroristattacker i Bombay dödar cirka 130 personer.
- 27 december – Israel inleder flera flygattacker riktade mot Hamas i Gazaremsan som kräver omkring flera hundra dödsoffer.

### År 2009

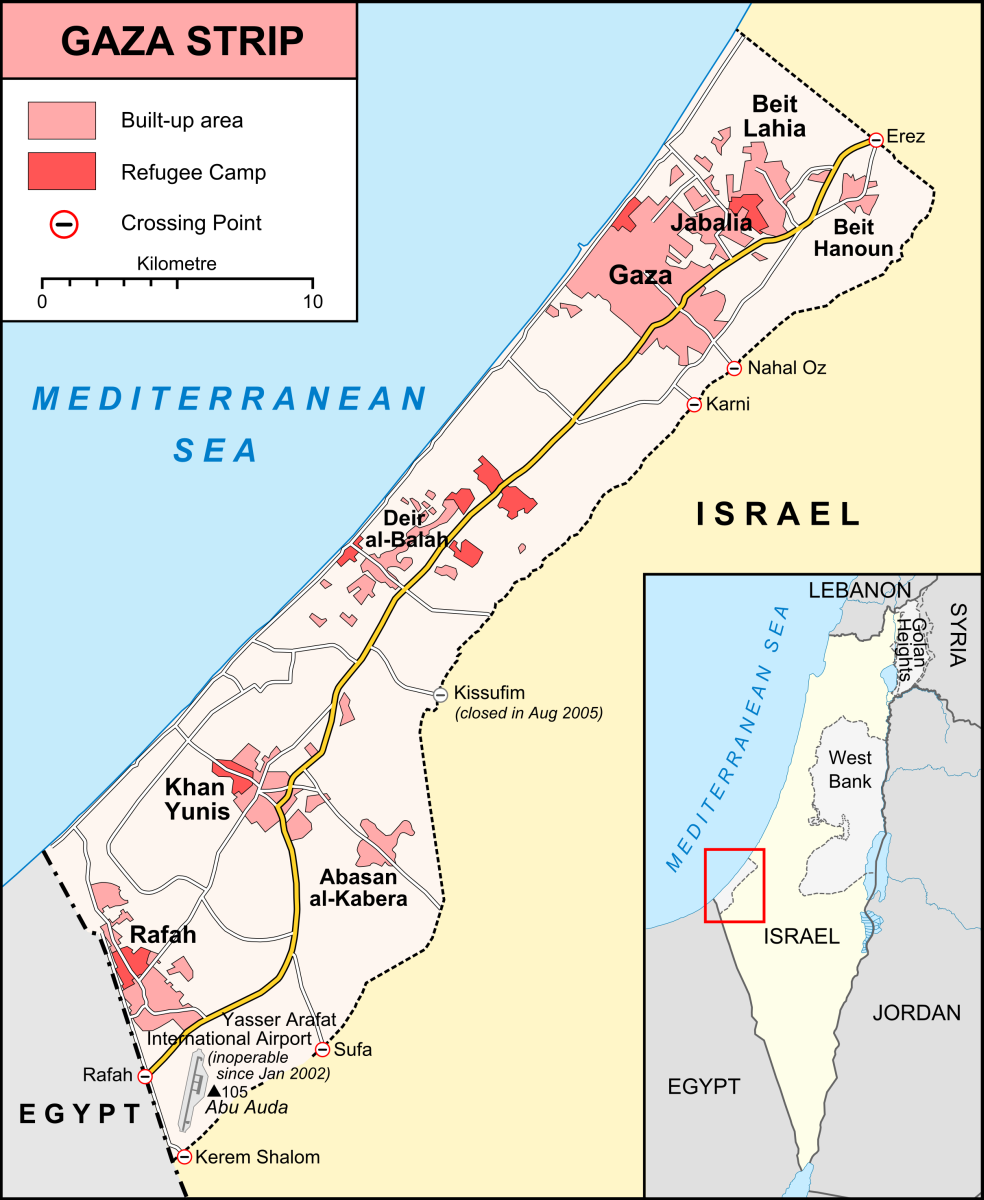
Gazakriget (2008–2009)

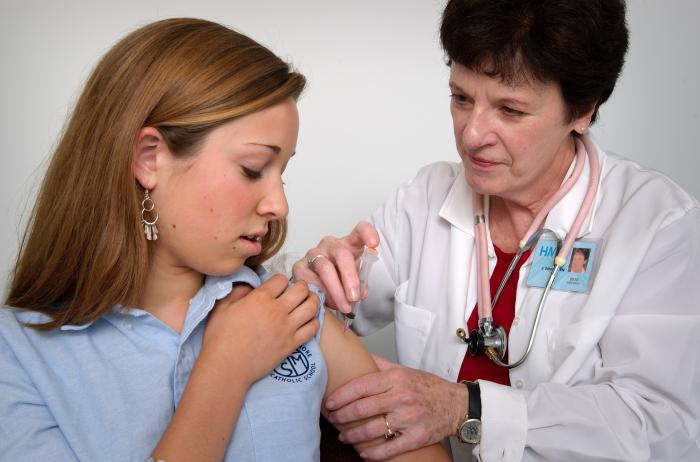
H1N1-utbrottet 2009

2009 var ett oroligt år. Året började med att Israel den 3 januari gick in med marktrupper i Gazaremsan. (Gazakriget (2008–2009)). Enligt en FN-rapport dödades under kriget 1434 palestinier, varav 709 enligt israelisk militär var stridande. Bland de döda fanns 288 barn och 121 kvinnor. Av 239 poliser som dödades dog 235 på krigets första dag i en flygräd. Av 5303 skadade palestinier var 1606 barn och 828 kvinnor. Det beräknas av ungefär 21000 bostäder förstördes, antingen totalförstörda eller allvarligt skadade. Den israeliska armén uppger att för att minska de civila offren spreds över 1 000 000 flygblad och ringdes 165 000 samtal för att förvarna palestinier i områden som skulle attackeras. Den Rysk-ukrainska gaskonflikten ledde till att Ryssland stoppade all gasleverans till Västeuropa och anklagade väst. Många i Europa ser dock Ryssland som det stora problemet, kanske inte just i den här konflikten, men det ökade beroendet är problematiskt. Från den synvinkeln skulle Nabucco vara ett stort genombrott. Den skulle sträcka sig från Azerbajdzjan till Europa och på så sätt skulle beroendet av Ryssland försvinna. Europas beroende av importerad gas väntas öka till 80% fram till 2030, vilket gör problemet än mer viktigt att lösas för att undvika konflikter i framtiden.
Under andra halvan av året uppmärksammades H1N1-utbrottet. Det var den pandemiska influensa som orsakas av en ny variant av influensavirus typ A av subtypen H1N1. Viruset påträffades första gången i mitten av april 2009 hos två insjuknade patienter i USA. De hade oberoende av varandra smittats i slutet av mars 2009, och vidare efterforskningar visade att liknande sjukdomsfall fanns i Mexiko och att viruset spridits över nationsgränsen. Den tidiga mediarapporteringen benämnde utbrottet svininfluensa vilket kommit att bli den allmänna benämningen. Det skapade oro runtomkring i världen som ledde till massvaccinering.
- 3 januari – Israel går in med marktrupper på Gazaremsan.
- 7 januari – Ukraina inte betalar för leveranser av gas. Ryssland stoppar alla gasleveranser till Ukraina, vilket även påverkar stora delar av Europa.
- 15 januari – Ett amerikanskt inrikesflygplan kraschlandar i Hudsonfloden vid Manhattan.
- 18 januari – Israel inleder ett ensidigt eldupphör i Gazaremsan, Hamas går sedan med på en vapenvila.
- 7 februari – Allvarliga bränder i Victoria, Australien utbryter efter torka och värmebölja.
- 24 april – Flera dödsfall av svininfluensa uppdagas i Mexiko och USA, (se H1N1-utbrottet 2009).
- 19 maj – Gerillan Tamilska tigrarna på Sri Lanka besegras efter ett 26 år långt inbördeskrig.
- 1 juni – Ett Air France-flygplan av typen Airbus A330-200, med beteckningen AF 447, havererar över Atlanten fyra timmar efter start under en flygning mellan Rio de Janeiro i Brasilien och Paris i Frankrike.
- 4–7 juni – Val till Europaparlamentet hålls inom hela Europeiska unionen.
- 12 september – Den första vaccineringen mot Den nya influensan i Sverige, genomförs på en testgrupp i Eskilstuna.
- 23 september – Ett mycket spektakulärt rån mot en värdedepå i Västberga ägd av säkerhetsföretaget G4S, genomförs med bland annat en stulen helikopter. Se vidare på Helikopterrånet i Västberga.
- 4 december – 112 personer omkommer i en våldsam brand på en nattklubb i den ryska staden Perm.
- 7 december – FN:s klimatkonferens i Köpenhamn inleds.
- 14 december – Världens första LTE/4G-mobilnät går live i Stockholm och Oslo. Telia äger nätet och i Stockholm levereras det av Ericsson samt i Oslo av Huawei.
- 18 december
  - Klimatkonferensen i Köpenhamn avslutas, men man har inte nått de resultat man har hoppats på.
  - James Camerons film Avatar, som snart blir den mest inkomstbringande filmen någonsin, har världspremiär.

## Politik under 2000-talet
Vissa datum är ungefärliga eller godtyckligt satta.